# Championnat de Bulgarie de football 1992-1993
Navigation
Saison précédente Saison suivante
La saison 1992-1993 du Championnat de Bulgarie de football était la 69e édition du championnat de première division en Bulgarie. Les seize meilleurs clubs du pays se retrouvent au sein d'une poule unique, la Vissha Professionnal Football League, où ils s'affrontent deux fois, à domicile et à l'extérieur. À la fin de la saison, les deux derniers du classement sont relégués et remplacés par les deux meilleurs clubs de deuxième division.
Cette saison voit le sacre du PFK Levski Sofia, qui termine en tête du classement final, avec 8 points d'avance sur le tenant du titre, le FK CSKA Sofia (par ailleurs vainqueur de la Coupe de Bulgarie) et 12 sur le Botev Plovdiv. C'est le 18e titre de champion de Bulgarie de l'histoire du club.

## Les 16 clubs participants
| - PFK Levski Sofia - FK CSKA Sofia - Etar Veliko Tarnovo - FK Spartak Varna - Promu de D2 - FK Haskovo - Promu de D2 - PFC Slavia Sofia - Lokomotiv Plovdiv - Lokomotiv Sofia | - Pirin Blagoevgrad - PFC Dobrudzha Dobrich - Chernomorets Burgas - Botev Plovdiv - Yantra Gabrovo - FC Lokomotiv Gorna Oryahovitsa - Beroe Stara Zagora - PFC Sliven |

## Compétition

### Classement
Le barème utilisé pour établir le classement est donc le suivant :
- Victoire : 2 points
- Match nul : 1 point
- Défaite : 0 point

| Rang | Équipe                         | Pts | J  | G  | N  | P  | Bp | Bc | Diff |
| ---- | ------------------------------ | --- | -- | -- | -- | -- | -- | -- | ---- |
| 1    | PFK Levski Sofia               | 50  | 30 | 22 | 6  | 2  | 76 | 27 | +49  |
| 2    | FK CSKA Sofia T C              | 42  | 30 | 17 | 8  | 5  | 66 | 31 | +35  |
| 3    | Botev Plovdiv                  | 38  | 30 | 16 | 6  | 8  | 55 | 33 | +22  |
| 4    | Lokomotiv Plovdiv              | 37  | 30 | 16 | 5  | 9  | 57 | 29 | +28  |
| 5    | Lokomotiv Sofia                | 35  | 30 | 11 | 13 | 6  | 52 | 39 | +13  |
| 6    | Etar Veliko Tarnovo            | 35  | 30 | 13 | 9  | 8  | 37 | 36 | +1   |
| 7    | Pirin Blagoevgrad              | 33  | 30 | 13 | 7  | 10 | 33 | 32 | +1   |
| 8    | Chernomorets Burgas            | 30  | 30 | 11 | 8  | 11 | 33 | 31 | +2   |
| 9    | FC Lokomotiv Gorna Oryahovitsa | 29  | 30 | 10 | 9  | 11 | 31 | 37 | -6   |
| 10   | Beroe Stara Zagora             | 28  | 30 | 10 | 8  | 12 | 29 | 35 | -6   |
| 11   | Yantra Gabrovo                 | 26  | 30 | 10 | 6  | 14 | 38 | 52 | -14  |
| 12   | FK Spartak Varna P             | 24  | 30 | 8  | 8  | 14 | 30 | 48 | -18  |
| 13   | PFC Dobrudzha Dobrich          | 22  | 30 | 9  | 4  | 17 | 32 | 57 | -25  |
| 14   | PFC Slavia Sofia               | 21  | 30 | 8  | 5  | 17 | 39 | 56 | -17  |
| 15   | FK Haskovo P                   | 17  | 30 | 6  | 5  | 19 | 32 | 66 | -34  |
| 16   | PFC Sliven                     | 13  | 30 | 6  | 1  | 23 | 27 | 58 | -31  |

|  | Qualification pour la Ligue des champions 1993-1994                                      |
|  | Qualification pour la Coupe des Coupes 1993-1994                                         |
|  | Qualification pour la Coupe UEFA 1993-1994                                               |
|  | Qualification pour la Coupe Intertoto 1993                                               |
|  | Relégation en deuxième division                                                          |
|  | T : Tenant du titre C : Vainqueur de la Coupe de Bulgarie P : Promu de deuxième division |

## Bilan de la saison
| Championnat de Bulgarie de football 1992-1993 |                              |
| Champion                                      | PFK Levski Sofia (18e titre) |
| Coupes et trophées                            |                              |
| Vainqueur de la Coupe de Bulgarie 1992-1993   | FK CSKA Sofia                |
| Qualifications continentales                  |                              |
| Ligue des champions 1993-1994                 | PFK Levski Sofia             |
| Coupe des Coupes 1993-1994                    | FK CSKA Sofia                |
| Coupe UEFA 1993-1994                          | Lokomotiv Plovdiv            |
| Coupe UEFA 1993-1994                          | Botev Plovdiv                |
| Coupe Intertoto 1993                          | Yantra Gabrovo               |
| Promotions et relégations                     |                              |
| Promus en Vissha PFL                          | FK Shumen                    |
| Promus en Vissha PFL                          | Cherno More Varna            |
| Relégués en B PFL                             | FK Haskovo                   |
| Relégués en B PFL                             | PFC Sliven                   |